# Tuna Altuna
Tuna Altuna (* 30. Januar 1989 in Istanbul) ist ein türkischer Tennisspieler, der vor allem Doppel spielt.

## Karriere
Altuna spielt hauptsächlich Doppel auf der ITF Future Tour und ATP Challenger Tour. Im Einzel konnte er dort einen, im Doppel 22 Titel gewinnen. 2016 gewann er erstmals ein Match auf der ATP World Tour. In Sofia gewann er mit seinem Partner Konstantin Krawtschuk gegen Sjarhej Betau und Michail Jelgin. Sie schieden in der nächsten Runde aus. Seinen größten Erfolg auf der World Tour feierte er 2017 in Istanbul mit dem Finaleinzug in der Doppelkonkurrenz. An der Seite von Alessandro Motti unterlag er Roman Jebavý und Jiří Veselý ohne Spielgewinn.
2010 spielte er erstmals für die Türkei im Davis Cup gegen Großbritannien. Er wurde bisher in drei Begegnungen eingesetzt, von denen er zwei für sich entscheiden konnte.

## Erfolge
| Legende (Anzahl der Siege)  |
| Grand Slam                  |
| ATP World Tour Finals       |
| ATP World Tour Masters 1000 |
| ATP World Tour 500          |
| ATP World Tour 250          |
| ATP Challenger Tour (1)     |

### Doppel

#### Turniersiege

##### ATP Challenger Tour
| Nr. | Datum         | Turnier | Belag | Partner         | Finalgegner                                | Ergebnis |
| --- | ------------- | ------- | ----- | --------------- | ------------------------------------------ | -------- |
| 1.  | 15. Juli 2017 | Båstad  | Sand  | Václav Šafránek | N. Sriram Balaji N. Vijay Sundar Prashanth | 6:1, 6:4 |

#### Finalteilnahmen

##### ATP World Tour
| Nr. | Datum       | Turnier  | Belag | Partner          | Finalgegner              | Ergebnis |
| --- | ----------- | -------- | ----- | ---------------- | ------------------------ | -------- |
| 1.  | 7. Mai 2017 | Istanbul | Sand  | Alessandro Motti | Roman Jebavý Jiří Veselý | 0:6, 0:6 |